# Чемпионат Андорры по футболу 2016/2017
Примера Дивизио 2016/17 (кат. Primera Divisió 2016/17) — двадцать второй сезон чемпионата Андорры по футболу. В турнире приняло участие 8 клубов.
В чемпионате Андорры принимает участие 8 команд из 6 населённых пунктов.
| Команда         | Город               | Позиция в сезоне 2015/16 |
| --------------- | ------------------- | ------------------------ |
| Энкамп          | Энкам               | 7                        |
| Лузитанс        | Андорра-ла-Велья    | 2                        |
| Ордино          | Ордино              | 6                        |
| Женлай          | Эскальдес-Энгордань | 1, Сегона Дивизио        |
| Санта-Колома    | Санта-Колома        | 1                        |
| Энгордань       | Эскальдес-Энгордань | 5                        |
| УЭ Санта-Колома | Санта-Колома        | 4                        |
| Сан-Жулиа       | Сан-Жулиа-де-Лория  | 3                        |

## Формат соревнований
Участвующие команды сначала играют матчи в 3 раунда по круговой схеме, в соответствии с календарём соревнований, где каждая команда сыграет хотя бы по одному разу дома и в гостях, проведя всего 21 матч (все, кроме Энкампа, который, несмотря на наличие своего стадиона, играет в разных местах). Дальше, на втором этапе, происходит разделение лиги на группы по 4 команды, где каждая команда играет с каждой в своей группе матчи дома и в гостях. 
Лучшие 4 команды по итогам первого этапа, попадают в чемпионскую группу, где ведут борьбу за места в квалификацию еврокубковых турниров.
Худшие 4 клуба попадают в группу вылета, где ведут борьбу за выживание. Предпоследняя команда попадает в стыковые матчи с победителем Сегона Дивизио; занявшая последнее место, выбывает в нижний дивизион.
Очки, заработанные командами на протяжении первого этапа, полностью переносятся во второй этап.

## Регулярный сезон

### Первый этап
| Поз | Команда         | И  | В  | Н | П  | МЗ | МП | РМ  | О  | Квалификация       |
| --- | --------------- | -- | -- | - | -- | -- | -- | --- | -- | ------------------ |
| 1   | Санта-Колома    | 21 | 15 | 3 | 3  | 44 | 14 | +30 | 48 | Чемпионская группа |
| 2   | Сан-Жулиа       | 21 | 13 | 5 | 3  | 49 | 16 | +33 | 44 | Чемпионская группа |
| 3   | УЭ Санта-Колома | 21 | 13 | 5 | 3  | 54 | 22 | +32 | 44 | Чемпионская группа |
| 4   | Лузитанс        | 21 | 11 | 6 | 4  | 40 | 20 | +20 | 39 | Чемпионская группа |
| 5   | Энгордань       | 21 | 8  | 6 | 7  | 35 | 27 | +8  | 30 | Группа вылета      |
| 6   | Энкамп          | 21 | 4  | 3 | 14 | 18 | 31 | −13 | 15 | Группа вылета      |
| 7   | Ордино          | 21 | 3  | 3 | 15 | 24 | 49 | −25 | 12 | Группа вылета      |
| 8   | Женлай          | 21 | 1  | 1 | 19 | 10 | 95 | −85 | 1  | Группа вылета      |

1. 1 2  Сан-Жулиа впереди УЭ Санта-Колома по очкам в личных встречах; УЭ Санта-Колома–Сан-Жулиа 1–1, Сан-Жулиа–УЭ Санта-Колома 3–1, УЭ Санта-Колома–Сан-Жулиа 1–1.
2. ↑  С Женлая было снято три очка за неявку на матч против Санта-Колома.[1]

## Борьба за чемпионство и выживание
Очки, набранные в регулярном сезоне, были перенесены в группу чемпионов и группу вылета.

### Чемпионская группа
| Поз | Команда         | И  | В  | Н | П | МЗ | МП | РМ  | О  | Квалификация                                         |
| --- | --------------- | -- | -- | - | - | -- | -- | --- | -- | ---------------------------------------------------- |
| 1   | Санта-Колома    | 27 | 18 | 6 | 3 | 57 | 21 | +36 | 60 | Первый квалификационный раунд Лиги Чемпионов 2017/18 |
| 2   | Сан-Жулиа       | 27 | 14 | 8 | 5 | 55 | 23 | +32 | 50 | Первый квалификационный раунд Лиги Европы 2017/18    |
| 3   | УЭ Санта-Колома | 27 | 14 | 6 | 7 | 62 | 34 | +28 | 48 | Первый квалификационный раунд Лиги Европы 2017/18    |
| 4   | Лузитанс        | 27 | 13 | 9 | 5 | 49 | 30 | +19 | 48 |                                                      |

1. 1 2  УЭ Санта-Колома впереди Лузитанса по очкам в личных встречах; УЭ Санта-Колома–Лузитанс 1–1, Лузитанс–УЭ Санта-Колома 1–2, УЭ Санта-Колома–Лузитанс 2–1, Лузитанс–УЭ Санта-Колома 3–3, УЭ Санта-Колома–Лузитанс 2–3.
2. ↑  УЭ Санта-Колома квалифицировалась в первый квалификационный раунд Лиги Европы 2017/18 как победитель Кубка Андорры по футболу 2016/17.

### Группа вылета
| Поз | Команда    | И  | В  | Н | П  | МЗ | МП  | РМ   | О  | Выбывание                           |
| --- | ---------- | -- | -- | - | -- | -- | --- | ---- | -- | ----------------------------------- |
| 5   | Энгордань  | 27 | 10 | 6 | 11 | 46 | 39  | +7   | 36 |                                     |
| 6   | Энкамп     | 27 | 8  | 3 | 16 | 45 | 37  | +8   | 27 |                                     |
| 7   | Ордино (В) | 27 | 8  | 3 | 16 | 45 | 56  | −11  | 27 | Плей-офф за место в Примера Дивизио |
| 8   | Женлай (В) | 27 | 2  | 1 | 24 | 18 | 137 | −119 | 4  | Выбывание в Сегона Дивизио          |

1. 1 2  Энкамп впереди Ордино по разнице голов в личных встречах; Энкамп–Ордино 1–2, Ордино–Энкамп 0–1, Энкамп–Ордино 2–2, Энкамп–Ордино 3–1, Ордино–Энкамп 2–1.
2. ↑  С Женлая было снято три очка за неявку на матч против Санта-Колома.[1]

## Плей-офф за место в Примера Дивизио
Седьмая команда Примера Дивизио «Ордино» встретилась с клубом «Пенья Энкарнада», который занял второе место в Сегона Дивизио 2016/17. По итогам двух встреч в чемпионате Андорры 2017/18 будет выступать «Пенья Энкарнада», победившая соперника с общим счётом (5:3).
| Санта-Колома 28 мая 2017 | \| Пенья Энкарнада \| 0:2 отчёт \| Ордино \| \| \| Голы \| А. Парра 37′ · У. Го́мез 80′ (пен.) \| | Тренировочный центр ФАФ 2 Судья: Роберт Гонзалез |
| Пенья Энкарнада          | 0:2 отчёт                                                                                        | Ордино                                           |
|                          | Голы                                                                                             | А. Парра 37′ · У. Го́мез 80′ (пен.)               |

| Санта-Колома 31 мая 2017 | \| Ордино \| 1:5 отчёт \| Пенья Энкарнада \| \| У. Го́мез 85′ \| Голы \| К. Гомес ду Насименто 2′, 8′ · Д. Мариньо Лейте 17′, 46′ · Ж. Вазкез 30′ \| | Тренировочный центр ФАФ 1 Судья: Педро Карвалью да Коста                 |
| Ордино                   | 1:5 отчёт | Пенья Энкарнада                                                          |
| У. Го́мез 85′             | Голы | К. Гомес ду Насименто 2′, 8′ · Д. Мариньо Лейте 17′, 46′ · Ж. Вазкез 30′ |